# 발레리아 파브리치
발레리아 파브리치(이탈리아어: Valeria Fabrizi, 1936년 10월 20일 ~ )는 이탈리아의 배우, 가수이다. 1957 미스 유니버스 대회에 이탈리아 대표로 참가했다.